# Ronny André Hafsås
Ronny André Hafsås, né le 14 novembre 1985 à Nordfjordeid, est un biathlète et fondeur norvégien. Biathlète disputant les épreuves de Coupe du monde, il n'y réalise aucun podium malgré quelques top 10. Son premier coup d'éclat intervient cependant en Coupe du monde de ski de fond, puisqu'après une participation à une épreuve de 15 km style libre en février 2007, il remporte un succès lors de sa deuxième participation dans la même discipline le 21 novembre 2009, devant le Français Vincent Vittoz, à Beitostølen. Cette surprenante victoire lui permet de prendre une option sur une qualification olympique pour les Jeux olympiques d'hiver de 2010 à Vancouver.

## Palmarès en ski de fond

### Jeux olympiques
- JO 2010 de Vancouver : 42e du 15 km libre.

### Coupe du monde
- Meilleur classement général : 66e en 2010.
- 2 podiums :
  - 1 podium en épreuve par équipe, dont 1 victoire
  - 1 podium en épreuve individuelle, dont 1 victoire

 Dernière mise à jour le 14 mars 2010 

## Palmarès en biathlon

### Coupe du monde
- Meilleur classement général : 40e en 2009.
- Meilleure performance individuelle : 6e.

### Championnats d'Europe
- Médaille de bronze du sprint en 2010.

### Championnats du monde junior
- Médaille d'or du relais en 2004.